# Năng lượng địa nhiệt

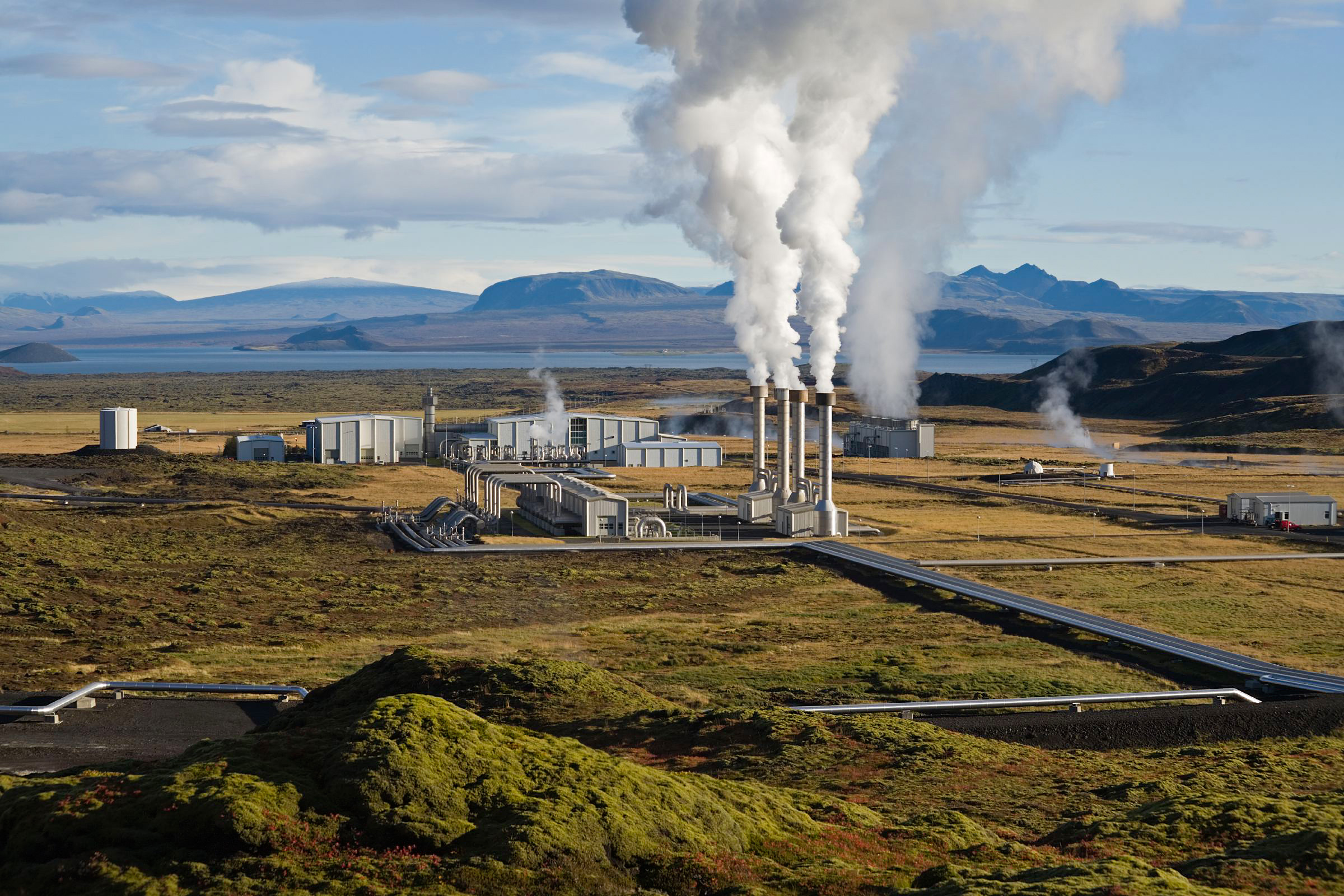
Nhà máy điện địa nhiệt Nesjavellir ở Iceland

Năng lượng địa nhiệt là nguồn năng lượng được lấy từ nhiệt trong tâm Trái Đất. Năng lượng này có nguồn gốc từ sự hình thành ban đầu của hành tinh, từ hoạt động phân hủy phóng xạ của các khoáng vật, và từ năng lượng mặt trời được hấp thụ tại bề mặt Trái Đất. Năng lượng địa nhiệt đã được sử dụng để làm nóng nước dùng để tắm kể từ thời La Mã cổ đại, nhưng ngày nay nó được dùng để phát điện. Có khoảng 10 GW công suất điện địa nhiệt được lắp đặt trên thế giới đến năm 2007, cung cấp 0,3% nhu cầu điện toàn cầu. Thêm vào đó, 28 GW công suất nhiệt địa nhiệt trực tiếp được lắp đặt phục vụ cho sưởi, các quá trình công nghiệp, lọc nước biển và nông nghiệp ở một số khu vực.
Khai thác năng lượng địa nhiệt có hiệu quả về kinh tế, có khả năng thực hiện và thân thiện với môi trường, nhưng trước đây bị giới hạn về mặt địa lý đối với các khu vực gần các ranh giới kiến tạo mảng. Các tiến bộ khoa học kỹ thuật gần đây đã từng bước mở rộng phạm vi và quy mô của các tài nguyên tiềm năng này, đặc biệt là các ứng dụng trực tiếp như dùng để sưởi trong các hộ gia đình. Các giếng địa nhiệt có khuynh hướng giải phóng khí thải nhà kính bị giữ dưới sâu trong lòng đất, nhưng sự phát thải này thấp hơn nhiều so với phát thải từ việc đốt nhiên liệu hóa thạch thông thường. Công nghệ này có khả năng giúp giảm thiểu sự nóng lên toàn cầu nếu nó được triển khai rộng rãi.
Prince Piero Ginori Conti đã thí nghiệm máy phát điện địa nhiệt vào ngày 4 tháng 7 năm 1904 ở một cánh đồng khô ở Larderello, Ý. Một tổ hợp các nhà máy điện địa nhiệt lớn nhất trên thế giới đặt ở các mạch nước phun, một cánh đồng địa nhiệt ở California, Hoa Kỳ. Năm 2004, năm quốc gia (El Salvador, Kenya, Philippines, Iceland, và Costa Rica) sản xuất hơn 15% lượng điện của họ từ các nguồn địa nhiệt.

## Sản xuất điện
Hai mươi bốn quốc gia sản xuất tổng cộng 56.786 GWh (204 PJ) điện từ năng lượng địa nhiệt trong năm 2005,chiếm 0,3% lượng điện tiêu thụ toàn cầu. Lượng điện này đang tăng hàng năm khoảng 3% cùng với sự gia tăng số lượng các nhà máy cũng như nâng cao hệ số năng suất. Do các nhà máy năng lượng địa nhiệt không dựa trên các nguồn năng lượng không liên tục, không giống với tuốc bin gió hoặc tấm năng lượng mặt trời, nên hệ số năng suất của nó có thể khá lớn và người ta đã chứng minh là đạt đến 90%. Năng suất trung bình toàn cầu đạt 73% trong năm 2005. Năng suất toàn cầu đạt 13.3 GW năm 2016.
Các nhà máy điện địa nhiệt cho đến gần đây được xây dựng trên rìa của các mảng kiến tạo, nơi mà có nguồn địa nhiệt nhiệt độ cao nằm gần mặt đất. Sự phát triển của các nhà máy điện tuần hoàn kép và sự tiến bộ của kỹ thuật khoan giếng cũng như kỹ thuật tách nhiệt đã mở ra một hy vọng rằng chúng sẽ là một nguồn phát điện trong tương lai. Một dự án thử nghiệm đã được hoàn thành gần đây ở Landau in der Pfalz, Đức, và các dự án khác đang trong giai đoạn xây dựng ở Soultz-sous-Forêts, Pháp và Cooper Basin, Úc.
Năm 2010, Mĩ dẫn đầu thế giới về sản xuất điện địa nhiệt với 3086 MW công xuất lắp đặt từ 77 nhà máy phát điện. Khu nhà máy địa nhiệt lớn nhất thế giới được đặt tại Geysers, cánh đồng địa nhiệt ở California. Phillipines là quốc gia đứng thứ 2, với sản lượng đạt 1904 MW, địa nhiệt điện chiếm khoảng 27% tổng sản lượng điện của Phillipines.
Năm 2016, Indonesia chính thức là quốc gia đứng thứ 3 về sản xuất điện từ địa nhiệt với sản lượng 1647 MW xếp sau Mĩ và Phillipines, nhưng Indonesia đã vượt lên vị trí thứ 2 nhờ vào việc thêm 130 MW vào cuối 2016 và 255 trong năm 2017. Dựa vào việc Indonesia có lượng dự trữ khoảng 28994 MW tức là sản lượng dự trữ lớn nhất thế giới, dự kiến Indo sẽ còn vượt qua Mĩ vào thập kỉ tiếp theo
Theo truyền thống thì những nhà máy địa nhiệt điện sẽ chỉ được xây trên rìa của những đĩa kiến tạo nơi mà nguồn địa nhiệt có nhiệt độ cao tập trung gần mặt đất. Quá trình phát triển của những nhà máy điện tái tạo tuần hoàn và sự phát triển công nghệ khoan và chiết tách đã hệ thống Enhanced Geothermal gia tăng đáng kể phạm vi địa lí sử dụng. Dự án minh họa được vận hành ở Landau-Pfalz, Đức, và Soultz-sous-Forêts, Pháp, trong khi những nỗ lực đầu tiên ở Basel, Thụy Sĩ bị hủy bỏ do nó gây ra động đất. Những dự án minh họa khác được xây dựng ở Úc, Anh Quốc và Mĩ.
Hiệu quả nhiệt của nhà máy phát điện địa nhiệt khá thấp, vào khoảng 10-23%, bởi vì dòng địa nhiệt lỏng không thể nào đạt đến nhiệt độ hơi nước cao từ nồi nung. Định luật khí địa nhiệt giới hạn hiệu quả của những động cơ nhiệt trong quá trình chiết lấy năng lượng hữu ích. Nguồn nhiệt thải ra bị lãng phí trừ khi nó được dùng trực tiếp ở vùng đó, ví dụ như nhà xanh, trại cưa gỗ, sưởi ấm. Hiệu suất của hệ thống không ảnh hưởng về mặt chi phí nguyên vật liệu như nhà máy điện dùng dầu, nhưng nó ảnh hưởng đến vốn xây dựng nhà máy. Để sản xuất năng lượng nhiều hơn chi phí bơm, việc sản xuất điện cần những cánh đồng nhiệt và quá trình tái tạo nhiệt được chuyên môn hóa. Bởi vì địa nhiệt không phụ thuộc vào sự thay đổi của nguyên năng lượng, không như gió hay năng lượng mặt trời, trữ lượng của nó tương đối lớn, lên đến 96% như minh họa. Trung bình toàn cầu là 73% vào năm 2005.

## Sử dụng trực tiếp
Có khoảng 20 quốc gia sử dụng trực tiếp địa nhiệt để sưởi với tổng năng lượng là 270 PJ (1PJ = 1015  J) trong năm 2004. Hơn phân nửa trong số đó được dùng để sưởi trong phòng và 1/3 thì dùng cho các hồ bơi nước nóng. Lượng còn lại được dùng trong công nghiệp và nông nghiệp. Sản lượng toàn cầu đạt 28 GW, nhưng hệ số năng suất có xu hướng giảm (khoảng 20%) khi mà nhu cầu sưởi chủ yếu sử dụng trong mùa đông. Số liệu nêu trên bao gồm 88 PJ dùng cho sưởi trong phòng được tách ra từ các máy bơm nhiệt địa nhiệt với tổng sản lượng 15 GW. Năng suất bơm nhiệt địa nhiệt toàn cầu tăng khoảng 10% mỗi năm.
Các ứng dụng trực tiếp của nhiệt địa nhiệt cho sưởi trong phòng hơi khác so với sản xuất điện và có các yêu cầu về nhiệt độ thấp hơn. Nó có thể từ nguồn nhiệt thải được cung cấp bởi co-generation từ một máy phát điện địa nhiệt hoặc từ các giếng nhỏ hơn hoặc các thiết bị biến nhiệt lắp đặt dưới lòng đất ở độ sâu nông. Ở　những nơi có suối nước nóng tự nhiên, nước có thể được dẫn trực tiếp tới lò sưởi. Nếu nguồn nhiệt gần mặt đất nóng nhưng khô, thì các ống chuyển đổi nhiệt nông có thể được sử dụng mà không cần dùng bơm nhiệt. Nhưng thậm chí ở các khu vực bên dưới mặt đất quá lạnh để cung cấp một cách trực tiếp, nó vẫn ấm hơn không khí mùa đông. Sự thay đổi nhiệt độ mặt đất theo mùa là rất nhỏ hoặc không bị ảnh hưởng bên dưới độ sâu 10m. Nhiệt độ đó có thể được chiết tách bằng bơm nhiệt địa nhiệt thì hiệu quả hơn là nhiệt được tạo ra bởi các lò sưởi thông thường. Các bơm nhiệt địa nhiệt có thể được sử dụng như là một nhu cầu thiết yếu ở bất kỳ nơi nào.
Có nhiều ứng dụng rộng rãi khác nhau của nhiệt địa nhiệt. Các ống nước nóng từ các nhà máy địa nhiệt bên dưới các con đường và vỉa hè của các thành phố Reykjavík và Akureyri dùng để làm tan chảy tuyết. Các ứng dụng sưởi trong phòng sử dụng mạng lưới đường ống nước nóng để cung cấp nhiệt cho các tòa nhà trong toàn khu vực. Lọc nước biển bằng địa nhiệt cũng đã được thử nghiệm.

## Khả năng tái tạo và tính bền vững
Năng lượng địa nhiệt được cho rằng có khả năng tái tạo vì bất kỳ một dự án khai thác nhiệt nào cũng nhỏ hơn so với toàn bộ nhiệt của Trái Đất. Trái Đất có nội nhiệt ¬¬¬ 1031 juns(3•1015 TW•/ giờ), xấp xỉ 100 tỷ lần toàn bộ nguồn năng lượng tiêu thu hàng năm của toàn thế giới (2010).. Có khoàng 20% nguồn nhiệt này là từ sự bồi tụ và sự phân rã phóng xạ đã tồn tại trong quá khứ. Dòng chảy của nguồn nhiệt tự nhiên không cân bằng, và nhiệt độ sẽ giảm đi theo niên đại của địa chất. Sự khai thác của con người chiếm một phần nhỏ của trong dòng chảy tự nhiên, thường không đáng báo động.
Năng lượng địa nhiệt được xem như là có tính bền vững lâu dài nhờ vào nguồn năng lượng này để duy trì hệ sinh thái trên Trái Đất. Sử dụng các nguồn năng lượng tự nhiên này sẽ giúp cho con người không gây hại cho nguồn năng lượng của thế hệ tương lai, để sử dụng nguồn năng lương của họ cùng một lượng tương tự với nguồn năng lượng hiện tại đang dụng. Hơn thế nữa, nhờ vào nguồn năng lượng địa nhiệt có lượng thải ra khí thấp nên nó được xem như một nguồn năng lượng tiềm năng để giảm thiểu hiện tượng nóng lên toàn cầu.
Mặc dù nguồn năng lượng địa nhiệt phù hợp và lâu dài để bảo vệ môi trường, việc khai thác cần phải được kiểm soát để tránh tình trạng khai thác tràn lan gây nên tình trạng cạn kiệt tại địa phương.. Trong suốt những thập kỷ qua, những giếng đào tư nhân đã gây ra sự sụt giảm nhiệt độ và mực nước cho đến khi có một sự cân bằng mới đạt được trong dòng chảy tự nhiên. 3 khu vực  lâu đời nhất tại Larderello, Wairakei, và Geyser từng bị giảm đi lượng nước do sự cạn kiệt của địa phương. Nhiệt và nước, với tỷ lệ không phù hợp đã bị khai thác nhanh hơn so với khi chúng được kịp bổ sung cho nhau. Nếu sản lượng nhiệt và nước được lấy lại, những giếng này về mặt lý thuyết có thể phục hồi đầy đủ tiềm năng. Các chiến lược giảm nhẹ như vậy đã được thực hiện tại một số địa điểm. Sự bền vững lâu dài về năng lượng địa nhiệt đã được chứng minh tại mỏ Lardarello ở Ý từ năm 1913, tại mỏ Wairakei ở New Zealand từ năm 1958 , và tại mỏ Geysers ở California từ năm 1960.
Việc suy giảm trong sản xuất điện năng cũng có thể là thúc đẩy quá trình đào khoan thềm các lỗ khoan bồ sung như ở Poihipi và Ohaaki. Nhà máy điện Wairakei đã hoạt động được lâu dài hơn, với đơn vị đầu tiên được đưa vào hoạt động vào tháng 11 năm 1958 và đạt được công suất 173MW vào năm 1965, tuy nhiên nguồn cung cấp hơi nước áp lực đã giảm, năm 1982 bị giảm áp lực trung bình và trạm kiểm soát 157 mW. Khoảng đầu thế kỷ 21 nó có thể kiểm soát được khoảng 150 MW, sau đó vào năm 2005 hai hệ thống isopentane ((CH3)2CH2 CH2CH3) 8MW được thêm vào, tăng sản lượng của trạm khoảng 14MW. Dữ liệu chi tiết không có sẵn đã bị mất do việc tổ chức lại. Một trong những việc tổ chức lại vào năm 1996 khiến không còn dữ liệu ban đầu cho Poihipi (bắt đầu năm 1996), và khoảng cách năm 1996/7 đối với Wairakei và Ohaaki; dữ liệu nửa giờ cho vài tháng hoạt động đầu tiên của Ohaaki cũng bị thiếu, cũng như phần lớn lịch sử của Wairakei.

## Tác động môi trường

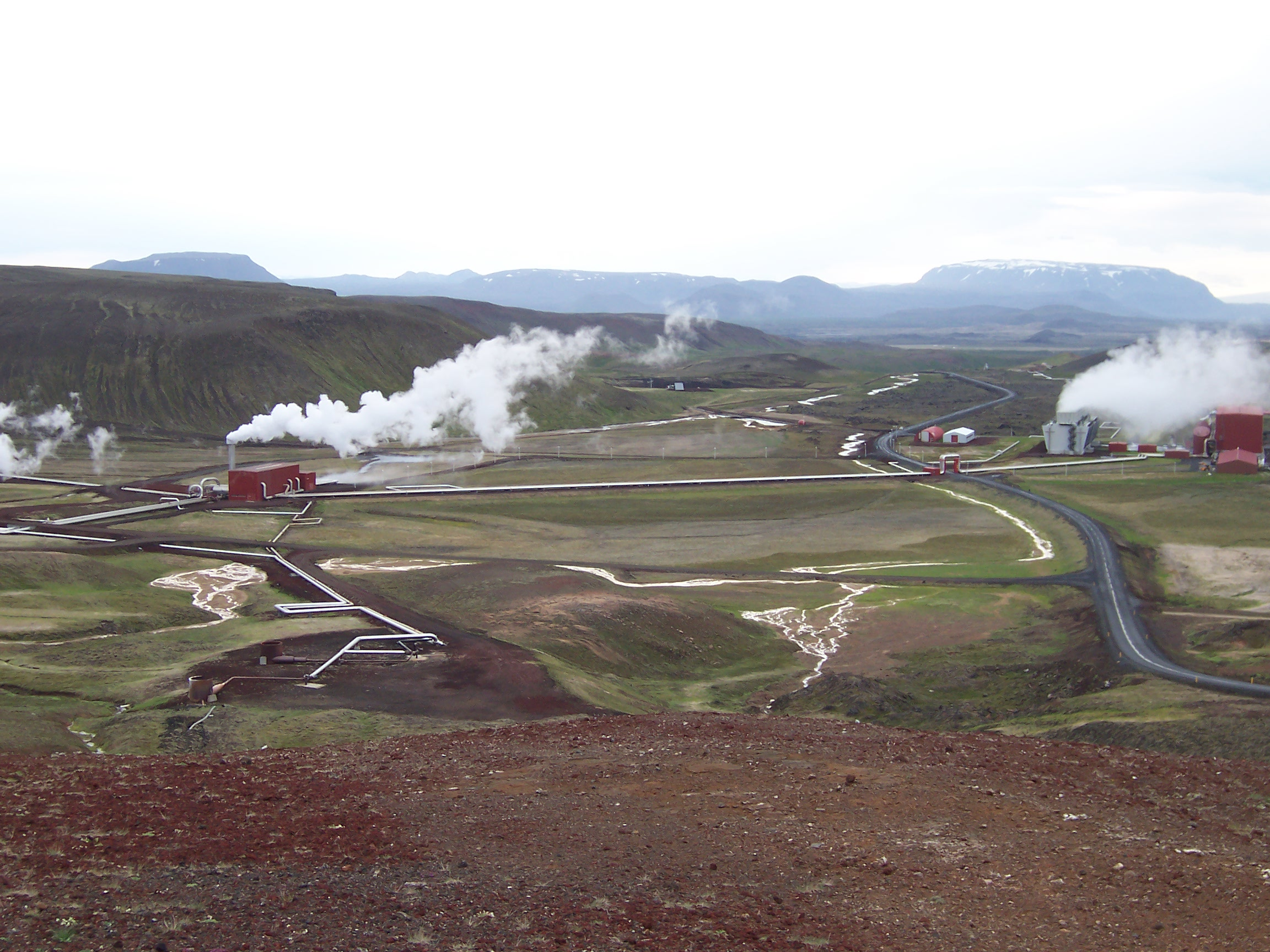
Krafla Geothermal Station in northeast Iceland

Chất lỏng được lấy ra từ Trái Đất sâu mang theo một hỗn hợp các khí, đặc biệt là carbon dioxide (CO2), hydrogen sulfide (H2S), metan (CH4) và amonia (NH3). Những chất gây ô nhiễm này góp phần gây ra hiện tượng nóng dần lên trên toàn cầu, mưa axit, và mùi độc hại nếu được giải phóng. Các nhà máy điện địa nhiệt hiện thải ra lượng khí trung bình 122 kg CO (269 lb)2 megawatt/ giờ (MW h) của nguồn điện, một phần nhỏ của cường độ phát thải của các nhà máy nhiên liệu hóa thạch truyền thống. Các loại thực vật có mức axit và hóa chất bay hơi cao thường được trang bị các hệ thống kiểm soát khí thải để giảm khí thải.
Bên cạnh các khí hoà tan, nước nóng từ các nguồn địa nhiệt có thể chứa trong các nguyên tố nguy hiểm, độc hại như thủy ngân, asen, bo và antimon.. Các hóa chất này kết tủa khi nước mát, và có thể gây ra thiệt hại về môi trường nếu được giải phóng. Thực tiễn hiện đại của việc bơm các chất lỏng địa nhiệt đã làm mát vào Trái Đất để tăng sản xuất năng lượng có lợi ích bên cạnh trong việc giảm nguy cơ ô nhiễm môi trường
Các hệ thống sưởi ấm địa nhiệt trực tiếp bao gồm máy bơm và máy nén những cái có thể tiêu thụ được năng lượng từ nguồn gây ô nhiễm. Tải phụ (tải ký sinh)này thường là một phần của nhiệt lượng ra, vì vậy nó luôn luôn ít gây ô nhiễm hơn lượng điện sưởi ấm. Tuy nhiên, nếu điện được sản xuất bằng cách đốt cháy nhiên liệu hóa thạch, thì lượng khí thải của hệ thống sưởi ấm địa nhiệt có thể tương đương với việc đốt trực tiếp nhiên liệu cho nhiệt. Ví dụ, một máy bơm nhiệt địa nhiệt chạy bằng điện từ một nhà máy khí đốt chu trình hỗn hợp sẽ tạo ra ô nhiễm nhiều như là một lò ngưng tụ khí tự nhiên có cùng kích cỡ.Các hệ thống sưởi ấm địa nhiệt trực tiếp bao gồm máy bơm và máy nén những cái có thể tiêu thụ được năng lượng từ nguồn gây ô nhiễm. Tải phụ (tải ký sinh)này thường là một phần của nhiệt lượng ra, vì vậy nó luôn luôn ít gây ô nhiễm hơn lượng điện sưởi ấm. Tuy nhiên, nếu điện được sản xuất bằng cách đốt cháy nhiên liệu hóa thạch, thì lượng khí thải của hệ thống sưởi ấm địa nhiệt có thể tương đương với việc đốt trực tiếp nhiên liệu cho nhiệt. Ví dụ, một máy bơm nhiệt địa nhiệt chạy bằng điện từ một nhà máy khí đốt chu trình hỗn hợp sẽ tạo ra ô nhiễm nhiều như là một lò ngưng tụ khí tự nhiên có cùng kích cỡ.. Do đó, giá trị mang lại cho môi trường của các ứng dụng sưởi ấm địa nhiệt trực tiếp phụ thuộc rất nhiều vào cường độ phát thải của lưới điện lân cận.
Việc xây dựng nhà máy có thể ảnh hưởng xấu đến sự ổn định của đất đai. Sự sụt lún đã từng xuất hiện ở vùng Wairakei field, New Zealand,.Ở Staufen im Breisgau,Đức, sự thay đổi kiến tạo đã xảy ra, do một lớp anhydride trước đây bị cô lập tiếp xúc với nước và biến thành thạch cao, tăng gấp đôi lượng của nó.. Các hệ thống địa nhiệt nâng cao có thể gây ra động đất như một phần của sự nứt gãy thủy lực. Dự án Basel, Thụy Sĩ đã bị cấm sản xuất vì có hơn 10.000 sự kiện địa chấn đo lên đến 3.4 trên Quy mô Richter xảy ra trong 6 ngày đầu tiên của việc phun nước..

## Kinh tế
Năng lượng địa nhiệt không đòi hỏi dùng xăng dầu (trừ nhiên liệu cho máy bơm) và vì thế không bị ảnh hưởng bởi giá nhiên liệu xăng dầu. Tuy nhiên chi phí lắp đặt thì không hề nhỏ. Chi phí khoan thôi thì đã chiếm hơn ½ giá thành, khảo sát những nguồn tài nguyên sâu thì đòi hỏi rủi ro không hề nhỏ. Một giếng khoan đôi (giếng chiết tách và bơm) ở Nevada có thể cung cấp 4.5MW và tốn khoản 10 triệu đô để khoan, rủi ro là 20%..
Nhìn chung, chi phí xây nhà máy và chi phí khoan vào khoản 2-5 triệu Euro mỗi MW, chi phí để hoàn vốn là 0.04-0.10 Euro mỗi kWh. EGS có xu hướng nằm ở trên khoản này khi chi phí lắp đặt là khoản 4 triệu đô mỗi MW và hòa vốn là 0.054$ mỗi kWh năm 2017. Những ứng dụng làm nóng trực tiếp có thể dùng những giếng cạn hơn với nhiệt độ thấp hơn, cho nên những hệ thống nhỏ hơn với chi và rủi ro thấp sẽ khả thi hơn. Những máy bơm phục vụ một khu vực dân cư có công suất khoảng 10 kW và thường được lắp đặt với chi phí khoản 1-3000 đô mỗi kW. Hệ thống sưởi ấm nhà dân sẽ được hưởng lợi thì nền kinh tế quy mô nếu dựa trên mật độ dân số, như trong thành phố hoặc những ngôi nhà kính, nhưng ngược lại chi phí lắp đặt đường ống lại cao hơn chi phí lắp đặt. Chi phí lắp đặt một hệ thống sưởi nhà dân ở Bavaria và khoảng hơn 1tr Euro mỗi MW. Hệ thống trực tiếp dù ở kích cỡ mức độ nào cũng đơn giản hơn máy phát điện và có chi phí vào dưỡng mỗi kW-h thấp hơn, nhưng họ phải tiêu tốn diện năng để chạy máy bơm và máy nén. Chính phủ vài nước còn tài trợ cho những dự án địa nhiệt
-Năng lượng địa nhiệt có phạm vi sử dụng rất lớn: từ những ngôi làng xa xôi cho đến cả một thành phố.
-Khu vực phát triển cánh đồng địa nhiệt nhất ở Mĩ là Khu Geysers nằm ở Bắc California.
Các dự án địa nhiệt có nhiều giai đoạn phát triển. Mỗi giai đoạn có những rủi ro liên quan. Ở giai đoạn đầu của các cuộc điều tra trinh sát và địa vật lý, nhiều dự án đã bị hủy bỏ, làm cho giai đoạn đó không phù hợp với cho vay truyền thống. Các dự án chuyển tiếp từ việc xác định, thăm dò và thăm dò khoan thường thương mại vốn chủ sở hữu để tài trợ.

## Năng lượng nhiệt
Các nguồn nhiệt độ thấp tạo ra năng lượng tương đương 100M BBL / năm. Các nguồn có nhiệt độ 30-150 °C được sử dụng mà không cần chuyển đổi thành điện năng như sưởi ấm khu vực, nhà kính, thủy sản, phục hồi khoáng sản, sưởi ấm quy trình công nghiệp và tắm ở 75 quốc gia. Bơm nhiệt trích năng lượng từ các nguồn nông ở 10-20 °C ở 43 quốc gia để sử dụng trong sưởi ấm không gian và làm mát. Nhiệt độ gia đình là phương tiện khai thác năng lượng địa nhiệt nhanh nhất, với tốc độ tăng trưởng toàn cầu hàng năm là 30% vào năm 2005 và 20% vào năm 2012...
Đã có khoảng 270 Petajoules sưởi ấm địa nhiệt đã được sử dụng trong năm 2004. Hơn một nửa đã được sử dụng để sưởi ấm không gian, và một phần ba cho bể nước nóng. Phần còn lại hỗ trợ các ứng dụng công nghiệp và nông nghiệp. Công suất lắp đặt toàn cầu là 28 GW, nhưng các yếu tố công suất có xu hướng thấp (trung bình 30%) vì nhiệt độ chủ yếu là cần thiết vào mùa đông. Khoảng 88 PJ cho sưởi ấm bằng không gian đã được chiết xuất từ 1,3 triệu máy bơm nhiệt địa nhiệt ước tính với tổng công suất 15 GW.
Nhiệt cho các mục đích này cũng có thể được chiết xuất từ Các thế hệ đồng tại một nhà máy điện địa nhiệt.
Hệ thống sưởi ấm hiệu quả về chi phí ở nhiều nơi hơn là phát điện. Tại suối nước nóng thiên nhiên hay các mạch nước phun suối, nước có thể được bơm trực tiếp vào bộ tản nhiệt. Trong nóng, khô mặt đất, ống đất hoặc trao đổi nhiệt có thể thu thập nhiệt. Tuy nhiên, ngay cả ở các khu vực có mặt đất lạnh hơn nhiệt độ phòng, nhiệt thường có thể được chiết xuất bằng máy bơm nhiệt địa nhiệt hiệu quả hơn và sạch hơn so với các lò thông thường. Các thiết bị này thu hút nhiều tài nguyên nông và cạn hơn các kỹ thuật địa nhiệt truyền thống. Họ thường kết hợp các chức năng, bao gồm điều hòa không khí, lưu trữ năng lượng nhiệt theo mùa, thu năng lượng mặt trời, và sưởi ấm bằng điện. Bơm nhiệt có thể được sử dụng cho không gian sưởi ấm cơ bản ở bất cứ đâu.
Iceland là nước dẫn đầu thế giới về các ứng dụng trực tiếp. Khoảng 92,5% ngôi nhà của họ được nung nóng bằng năng lượng địa nhiệt, tiết kiệm cho Iceland trên 100 triệu đô la hàng năm để tránh nhập khẩu dầu. Reykjavík, Iceland có hệ thống sưởi ấm khu vực lớn nhất thế giới, thường được sử dụng để làm nóng con đường và đường đi để cản trở sự tích tụ băng Một khi được biết đến như là thành phố ô nhiễm nhất trên thế giới, bây giờ nó là một trong những nơi sạch sẽ nhất.

## Khai thác địa nhiệt trên thế giới
Điện địa nhiệt được sản xuất tại 24 quốc gia trên thế giới bao gồm Hoa Kỳ, Iceland, Ý, Đức, Thổ Nhĩ Kỳ, Pháp, Hà Lan, New Zealand, México, El Salvador, Nicaragua, Costa Rica, Nga, Philippines, Indonesia, Trung Quốc, Nhật Bản và Saint Kitts and Nevis. Trong năm 2005, các hợp đồng được ký kết để nâng công suất phát điện thêm 0.5 GW ở Hoa Kỳ, trong khi cũng có các nhà máy đang trong giai đoạn xây dựng ở 11 quốc gia khác. Một số vị trí tiềm năng đã và đang được khai thác hoặc được đánh giá ở Nam Úc ở độ sâu vài km. Nếu tính cả việc sử dụng trực tiếp, năng lượng địa nhiệt được sử dụng trên 70 quốc gia.
| Quốc gia         | Công suất (MW) |
| ---------------- | -------------- |
| Hoa Kỳ           | 2.687          |
| Philippines      | 1.969,7        |
| Indonesia        | 992            |
| Mexico           | 953            |
| Ý                | 810,5          |
| Nhật Bản         | 535,2          |
| New Zealand      | 471,6          |
| Iceland          | 421,2          |
| El Salvador      | 204,2          |
| Costa Rica       | 162,5          |
| Kenya            | 128,8          |
| Nicaragua        | 87,4           |
| Nga              | 79             |
| Papua-New Guinea | 56             |
| Guatemala        | 53             |
| Thổ Nhĩ Kỳ       | 38             |
| Trung Quốc       | 27,8           |
| Bồ Đào Nha       | 23             |
| Pháp             | 14,7           |
| Đức              | 8,4            |
| Ethiopia         | 7,3            |
| Austria          | 1,1            |
| Thái Lan         | 0,3            |
| Úc               | 0,2            |
| Tổng cộng        | 9.731,9        |

## Tài nguyên
Dòng năng lượng nhiệt được dẫn từ bên trong Trái Đất lên bề mặt Trái Đất với cường độ 44.2 terawatts TW , và được làm nóng lại bởi phóng xạ từ việc phân hủy những khoáng sản với mức độ 30 TW. Mức năng lượng này cao gấp đôi mức năng lượng mà con người dùng từ tất cả mọi nguồn, nhưng mà đa số nguồn này thì không tái tạo được,
Bên cạnh sự biến đổi theo mùa, độ dốc địa nhiệt của nhiệt độ qua lớp vỏ là 25-30 °C (77-86 °F) trên một kilômét độ sâu ở hầu hết các nơi trên thế giới. Dòng nhiệt dẫn nhiệt trung bình 0.1 MW / km2. Những giá trị này cao hơn rất nhiều khi gần biên giới kiến tạo, nơi lớp vỏ mỏng hơn. Chúng có thể được tăng thêm bởi dòng lưu thông chất lỏng, thông qua các ống dẫn magma, suối nước nóng, lưu thông thủy nhiệt hoặc sự kết hợp của chúng.
Một máy bơm nhiệt địa nhiệt có thể giải phóng đủ lượng nhiệt từ những chỗ nông ở bất cứ đâu trên thế giới để cung cấp hệ thống gia nhiệt, nhưng các ứng dụng công nghiệp cần nhiệt độ cao hơn từ các nguồn tài nguyên sâu. Hiẹu suất nhiệt và lợi nhuận của việc phát điện đặc biệt phụ thuộc. Các ứng dụng đòi hỏi nhiều nhất nhận được lợi ích lớn nhất từ một dòng nhiệt tự nhiên với nhiệt độ cao, lý tưởng nhất là khi sử dụng lò xo nóng. Lựa chọn tốt nhất tiếp theo là khoan giếng vào tầng nước nóng. Nếu không có tầng nước ngầm thích hợp,tầng nước nhân tạo có thể được xây dựng bằng cách tiêm nước để thủy lực gãy đá. Phương pháp cuối cùng này được gọi là năng lượng địa nhiệt nóng khô ở châu Âu, hoặc các hệ thống địa nhiệt gia tăng ở Bắc Mỹ. Có thể có nhiều tiềm năng hơn từ cách tiếp cận này so với việc khai thác thông thường các tầng lớp nước tự nhiên.
Các ước lượng về tiềm năng phát điện từ năng lượng địa nhiệt dao động từ 0.035 đến 2 TW tùy thuộc vào quy mô dự án. Các dự báo tích cực nhất về nguồn năng lượng địa nhiệt giả định rằng các giếng khoan có độ sâu đến 10 kilomet, dù  các giếng địa nhiệt hiện tại hiếm khi đạt độ sâu hơn 3 km. Các giếng khoan ở độ sâu này hiện nay được dùng phổ biến trong ngành công nghiệp dầu khí. Giếng khoan khảo sát nhất thế giới hiện nay là lỗ khoan siêu tân tinh Kola, sâu 12 cây số (7 dặm).
Hiệp hội kỹ thuật Myanmar đã xác nhận được ít nhất 39 địa điểm (Myanmar) có khả năng sản xuất điện năng nhiệt điện địa nhiệt và một số hồ chứa thủy nhiệt nằm gần Yangon, một nguồn tài nguyên không được sử dụng đáng kể